# جامعة دي موان كلية الطب التقويمي
جامعة دي موان كلية الطب التقويمي (بالإنجليزية: Des Moines University College of Osteopathic Medicine)‏ هي إحدى الكليات لتدريس الطب في الولايات المتحدة الأمريكية. تقع في مدينة دي موان في ولاية آيوا الأمريكية. نوع الشهادة الطبية التي يتم تحصيلها هناك هي دو.